# Siccia conformis
Siccia conformis là một loài bướm đêm thuộc phân họ Arctiinae, họ Erebidae.